# 金色擬雀鯛
金色擬雀鯛，為鱸形目鱸亞目擬雀鯛科的其中一種，為熱帶海水魚，分布於中西太平洋印尼海域，深度14-21公尺，本魚體延長，背鰭硬棘3枚、背鰭軟條27枚、臀鰭硬棘3枚、臀鰭軟條15枚，體長可達6.8公分，棲息在珊瑚礁區，生活習性不明。

## 擴展閱讀
維基物種上的相關：金色擬雀鯛